# Bergdalens IK
Bergdalens IK är en kvartersklubb i centrala Borås med fotboll som huvudsaklig verksamhet. Föreningen bildades 1956, och spelar huvudsakligen på Björkängsvallens fotbollsplaner. Då damerna gick upp i Elitettan 2022 så spelar de sina hemmamatcher på Borås Arena.

## Representationslag
Lagen spelar i helrött ställ hemma, och helsvart borta.
2022 spelade herrarna i Division 3 Mellersta Götaland, och damerna i Elitettan. Den 30 december 2022 meddelade damlaget att man drar sig ur Elitettan inför 2023 års säsong.